# Stichting TramWerk

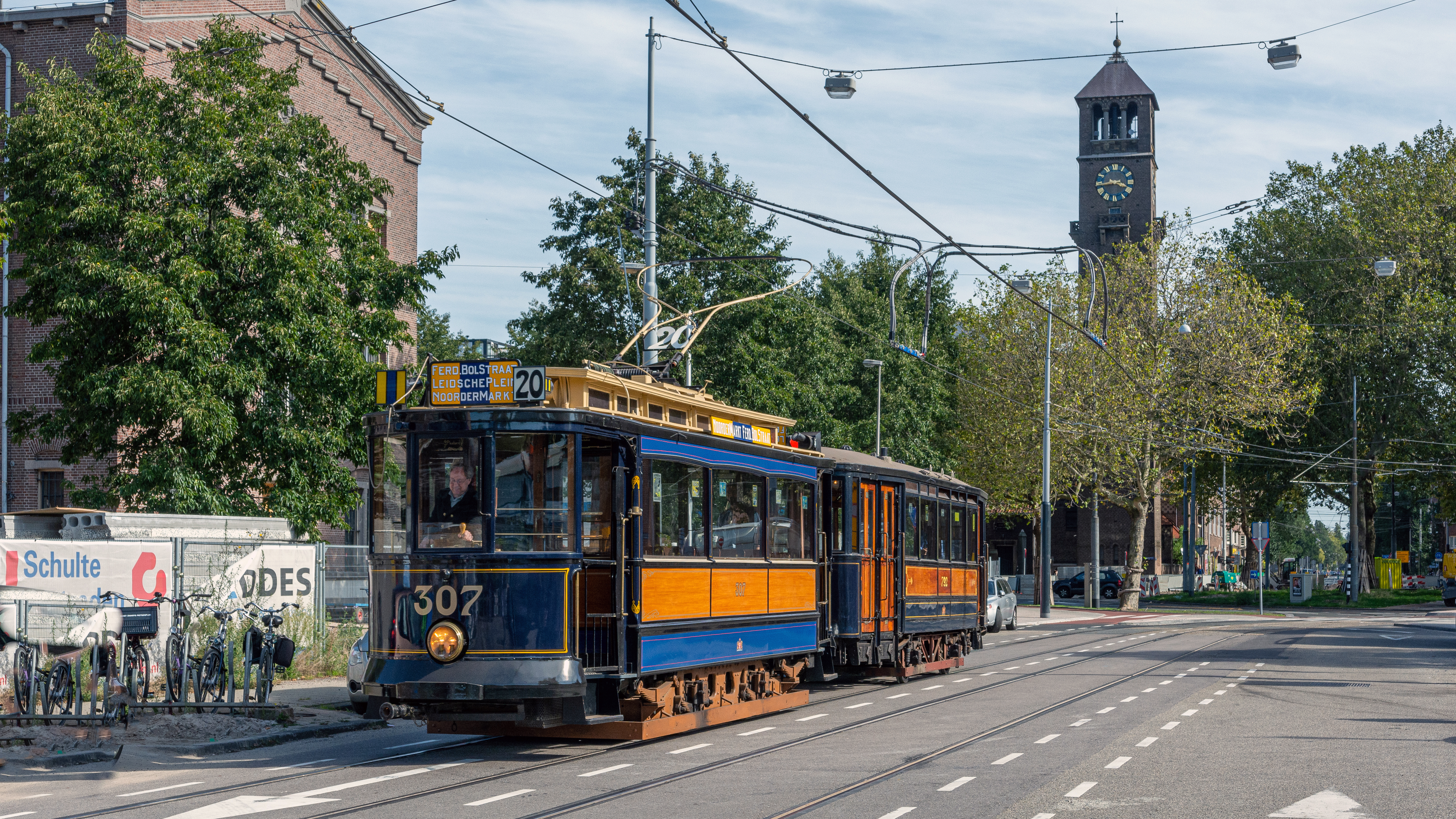
De Amsterdamse motorwagen 307 met bijwagen 792 in de Havenstraat bij het Haarlemmermeerstation.

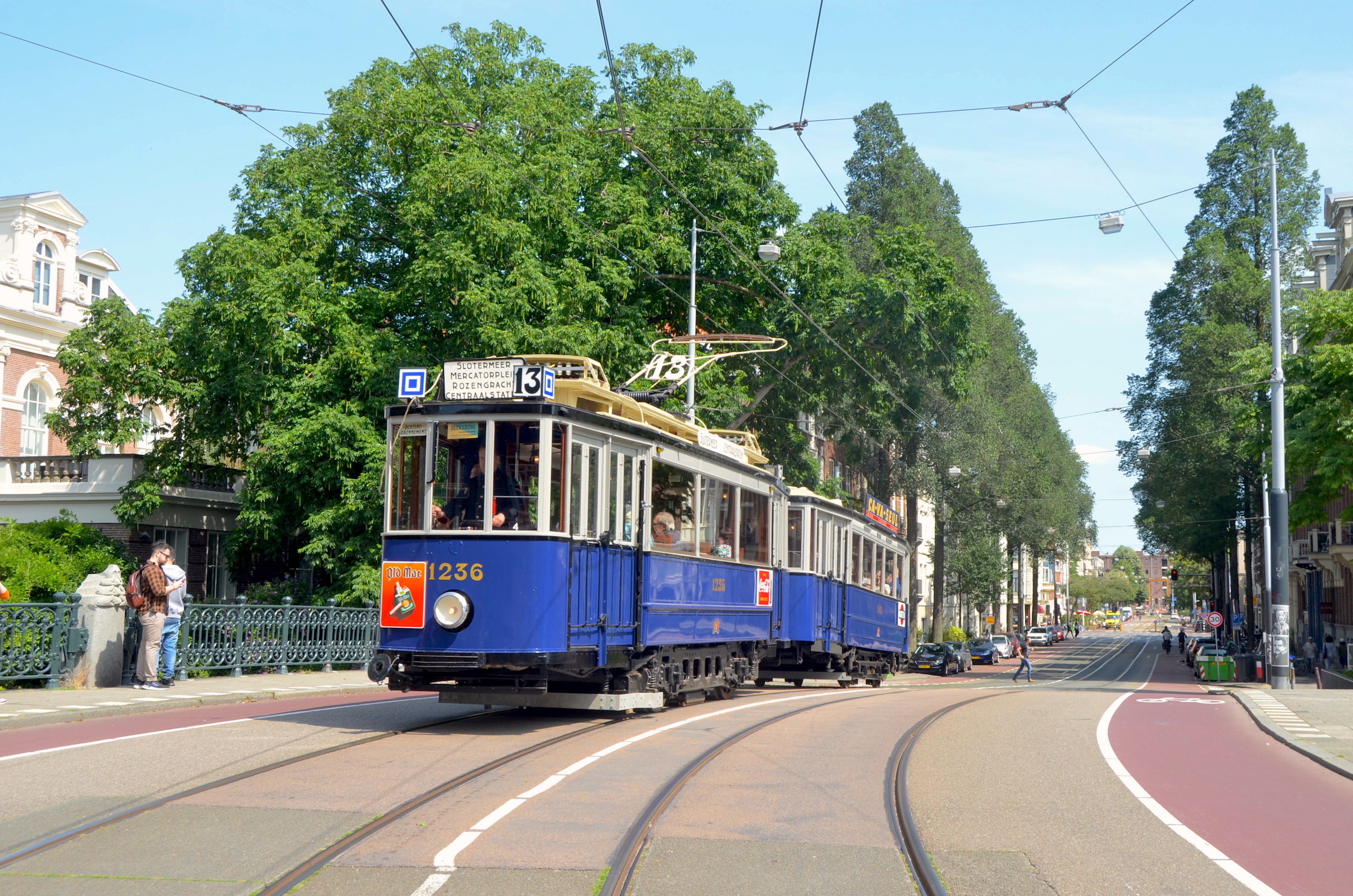
De Amsterdamse motorwagen 1236 (ex-236) met bijwagen 748 in de Roetersstraat.

De Stichting TramWerk is een organisatie die zich bezighoudt met restauratie- en herstelwerk aan historische tramrijtuigen. Sinds de oprichting in de jaren negentig werden de volgende trams afkomstig van de Gemeentetram Amsterdam gerestaureerd: motorwagen 72 / HTM 2 (bouwjaar 1903); motorwagen 307 (bouwjaar 1910/’14), bijwagen 663 (bouwjaar 1912).
De 307 en 663 werden na voltooiing van de restauratie op 10 mei 2009 in Amsterdam officieel in dienst gesteld, 59 resp. 61 jaar nadat zij buiten dienst waren gesteld. De 72 werd in verband met het jubileum van de Haagse tram in 2004 in de uitvoering van de HTM 2 gebracht. In april 2009 verscheen deze tram voor het eerst weer als Amsterdamse 72, in de oorspronkelijke uitvoering van 1903, (in Den Haag) op straat. Op 18 september 2010 reed de Union-motorwagen 72 voor het eerst sinds 1950 weer in Amsterdam.
Deze trams behoren tot de collectie van de Tramweg-Stichting en waren ondergebracht in de HTM-remise Scheveningen en/of Lijsterbesstraat (tussen 2003 en 2021). Voorts zijn restauratiewerkzaamheden voor andere organisaties verricht, waaronder sinds 2008 aan motorwagen HTM 58 van de Electrische Museumtramlijn Amsterdam en sinds 2009 aan motorwagen RET 507 en paardentramrijtuig 16 van de tramlijn Utrecht – Zeist. De RET 507 werd op 18 september 2010 weer in dienst gesteld. De restauratie van de HTM 58 werd in maart 2014 voltooid.
Bijwagen GVB 946 is op 12 april 2014 voor restauratie overgebracht van Amsterdam naar Den Haag en keerde op 15 juli 2017 terug in Amsterdam.
Motorwagen GVB 236, bijwagen 748 en de truck van 820 zijn op 21 mei 2016 voor restauratie overgebracht van Nagele naar Den Haag. Op 26 juni 2021 keerden de 1236 en 748 terug in Amsterdam. Hiermee kwam er na 18 jaar een einde aan het restauratiewerk in de remise Lijsterbesstraat. Motorwagen GVB 1236 (ex-236) en bijwagen 748 zijn op 23 juli 2022 na voltooiing van de restauratie in dienst gesteld voor ritten in Amsterdam.
Op 30 december 2020 werd bijwagen 754 overgebracht naar het NZH-Vervoermuseum te Haarlem, waar deze door de Stichting TramWerk wordt gerestaureerd.